# دوغلاس دي سي-7
دي سي 7 هي طائرة ذات أربع محركات مكبسية صنعت من طرف شركة دوغلاس للطائرات من 1953 إلى 1958 ، كانت آخر طائرة ذات محركات مكبسية تُصنع من قبل شركة دوغلاس .